# چایپلیتس
چایپلیتس (به آلمانی: Zscheiplitz) یک منطقهٔ مسکونی در آلمان است که در فریبورگ (اون‌اشتروت) واقع شده‌است. چایپلیتس ۵۷۲ نفر جمعیت دارد.